# Ла-Палома-Еддішен (Техас)
Ла-Палома-Еддішен (англ. La Paloma Addition) — переписна місцевість (CDP) в США, в окрузі Сан-Патрисіо штату Техас. Населення — 314 особи (2020).

## Географія
Ла-Палома-Еддішен розташована за координатами 28°1′1″ пн. ш. 97°30′3″ зх. д. / 28.01694° пн. ш. 97.50083° зх. д. (28.017016, -97.500912).  За даними Бюро перепису населення США в 2010 році переписна місцевість мала площу 1,81 км², уся площа — суходіл.

## Демографія
Згідно з переписом 2010 року, у переписній місцевості мешкало 330 осіб у 117 домогосподарствах у складі 87 родин. Густота населення становила 183 особи/км².  Було 129 помешкань (71/км²).
Расовий склад населення:
| - 77,9 % — білих - 1,5 % — корінних американців - 0,3 % — чорних або афроамериканців - 18,8 % — осіб інших рас |

До двох чи більше рас належало 1,5 %. Частка іспаномовних становила 94,5 % від усіх жителів.
За віковим діапазоном населення розподілялося таким чином: 28,8 % — особи молодші 18 років, 59,1 % — особи у віці 18—64 років, 12,1 % — особи у віці 65 років та старші. Медіана віку мешканця становила 33,8 року. На 100 осіб жіночої статі у переписній місцевості припадало 123,0 чоловіків;  на 100 жінок у віці від 18 років та старших — 102,6 чоловіків також старших 18 років.
Цивільне працевлаштоване населення становило 18 осіб. Основні галузі зайнятості: будівництво — 100,0 %.